# Обстріли Добропілля
Бої за Добропілля —  серія збройних зіткнень і обстрілів у ході російсько-української війни, що охопили місто Добропілля та його околиці на Донеччині.

## Обстріли (з квітня 2022)

### Квітень 2022
22 квітня росіяни обстріляли Слов'янськ, Лиман та Добропілля, було пошкоджено обласну лікарню, житлові будинки.
23 квітня в Добропіллі, Богоявленці, Лимані вогнепальних і мінно-вибухових поранень зазнали шестеро жителів.
27 квітня росіяни обстріляли місто, було пошкоджено гімназію та ліцей.
30 квітня росіяни повторно обстріляли місто, було поранено сімох людей, з них троє дітей.

### Червень 2022
14 червня після опівночі росіяни завдали удару по Добропіллю крилатою ракетою Х-22. Унаслідок обстрілу загинула одна людина, повністю знищено три житлові будинки у приватному секторі. У десятках домівок вибито вікна та двері, пошкоджено дахи.
Пізніше ввечері в місті пролунали ще два вибухи. Унаслідок обстрілу загорілося складське приміщення площею близько 50 квадратних метрів. Загиблих не було.

### Липень 2022
2 липня росіяни обстріляли місто. Постраждали п'ятеро людей, серед них двоє дітей 4 та 7 років. Авіаударом знищено один приватний будинок і два автомобілі, пошкоджено близько десяти приватних осель і одну багатоповерхівку.
5 липня місто зазнало чергового обстрілу. Унаслідок влучання ракети "Х-22" знищено складське приміщення, загорілося 500 квадратних метрів сухої трави. Обійшлося без жертв.

### Лютий 2024
21 лютого російські війська атакували місто дронами-камікадзе «Шахед-136». Два безпілотники влучили в гуртожитки для переселенців, ще один — в іншу частину міста. Поранень зазнали дві жінки, 37 та 63 років. Пошкоджено вісім багатоквартирних будинків, автозаправну станцію, чотири автомобілі та одну вантажівку.

### Березень 2024
10 березня росіяни знову вдарили дронами по Добропіллю. Унаслідок атаки загинули двоє чоловіків, 29 та 46 років. Пошкоджено дві адміністративні будівлі та кілька житлових будинків.

### Квітень 2024
24 квітня російські війська завдали подвійного удару по промзоні та складах міста. Поранено двох чоловіків.  Вибухи спричинили детонацію, пошкоджено будинки в радіусі кілометра.

### Вересень 2024
11 вересня російські війська масовано обстріляли місто вісьмома ракетами "С-300". Пошкоджено 10 приватних будинків, освітній заклад, стадіон, адмінбудівлю, овочебазу, 15 гаражів та автомобілі. Одна жінка отримала поранення.
28 вересня росіяни обстріляли центр Добропілля, поранивши 7 цивільних. Серед постраждалих – п’ять чоловіків віком 30–79 років та дві жінки віком 65 і 72 роки. Унаслідок обстрілу пошкоджено 2 адмінбудівлі та 7 будинків. Також зруйновано готельно-розважальний комплекс на околиці міста.

### Березень 2025
У ніч на 6 березня росіяни обстріляли місто. Поранено двох цивільних — 57-річну жінку та 49-річного чоловіка. Пошкоджено 61 об'єкт, зокрема адмінбудівлю, залізничну будку, АЗС, два цивільних авто та міську інфраструктуру.
7 березня російські війська російські війська вдарили по житловому масиву міста, застосувавши ОТРК «Іскандер-М», РСЗВ «Торнадо-С» і БПЛА «Шахед-136».  Загинули 11 людей, зокрема двоє рятувальників ДСНС. Ще близько півсотні осіб дістали поранення, серед них восьмеро дітей 9–17 років. Зруйновано та пошкоджено торговий центр, ринок, дитячий садок, адмінбудівлю, 30 автомобілів та 23 багатоповерхівки.

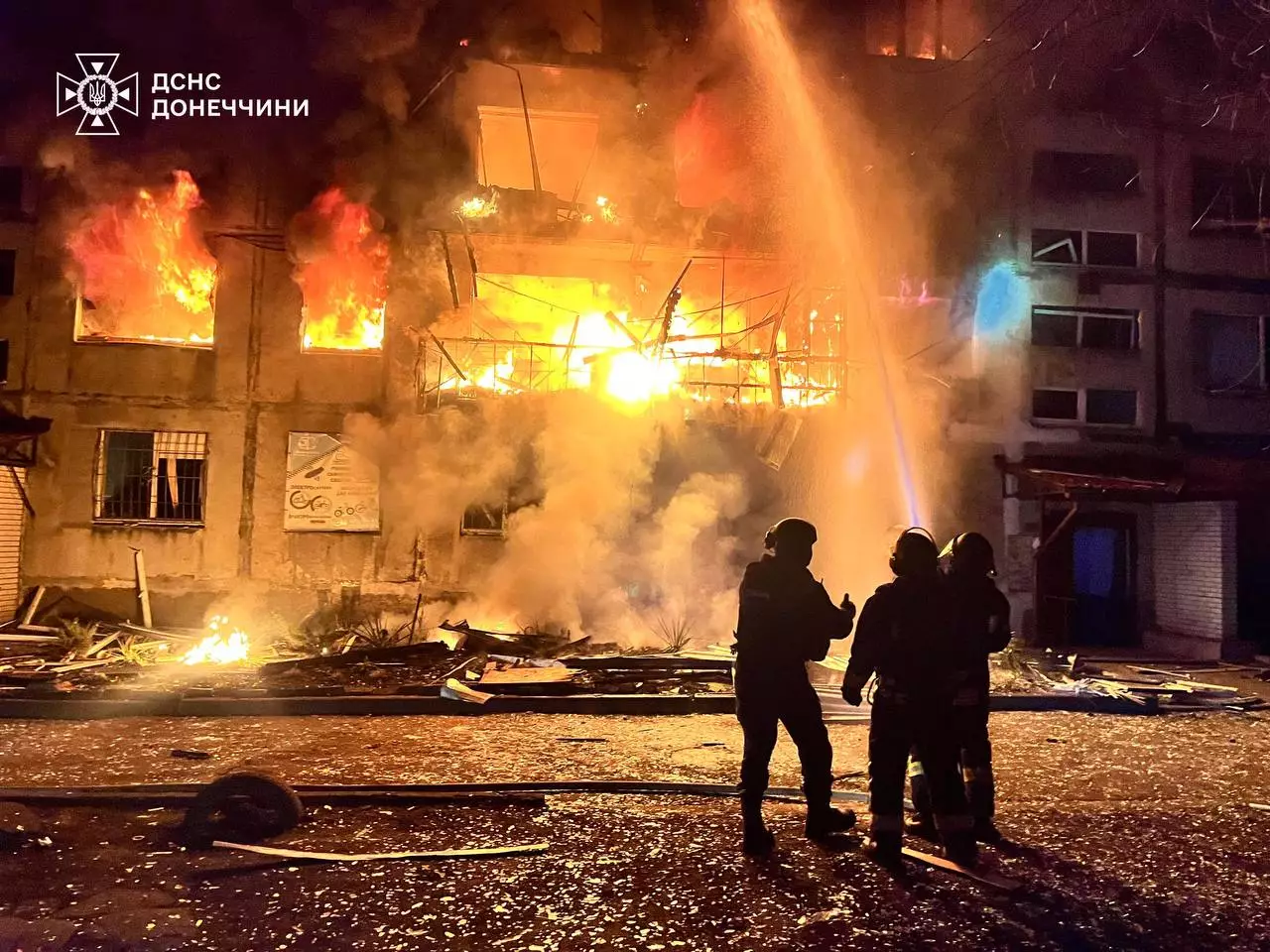

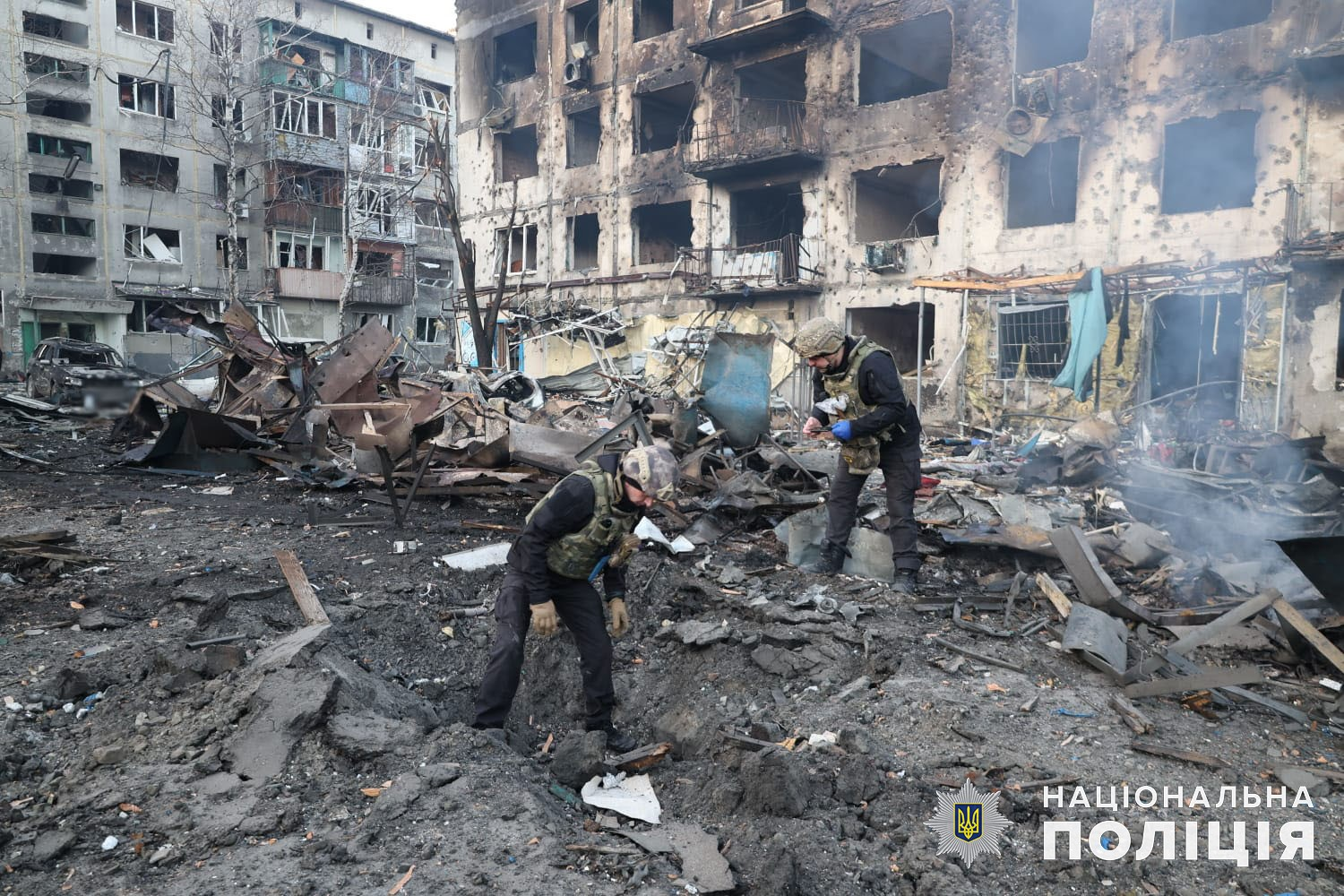

Уночі 20 березня росіяни завдали удару по житловому району міста БпЛА «Молнія». Поранено трьох цивільних, зокрема 11-річного хлопчика.  Пошкоджено дві багатоповерхівки, 10 приватних будинків і сім автомобілів.
22 березня місто вчергове зазнало ворожого обстрілу; пошкоджено два будинки.
30 березня місто пережило обстріл трьома безпілотниками; пошкоджено господарчі споруди і 4 автомобілі.

### Квітень 2025
2 квітня російські війська атакували місто БПЛА «Герань-2». Поранено співробітника Державної гірничорятувальної служби. Пошкоджено адмінбудівлю, підприємство та 8 цивільних авто.
7 квітня росіяни атакували Добропілля двома безпілотниками «Герань-2». Внаслідок удару знищено дві автівки та пошкоджено багатоквартирні будинки, пошту, магазин, ветклініку.

### Липень 2025
Протягом 9 липня російські війська масовано атакували Добропілля FPV-дронами (за підрахунками DeepState — понад сто), унаслідок чого поранено 5 осіб і пошкоджено інфраструктуру та транспорт.
16 липня в годину пік росіяни скинули на центр міста авіаційну бомбу «ФАБ-500». Унаслідок атаки загинули четверо людей, 27 — поранені. Пошкоджено 54 торгові точки, 304 квартири та 8 автомобілів.

### Серпень 2025
У ніч проти 8 серпня росіяни скинули на місто дві бомби «КАБ-250». Пошкоджено 8 багатоповерхівок, 12 авто та об'єкт інфраструктури.
12 серпня російські війська атакували Добропілля чотирма БпЛА «Герань-2», пошкодивши два підприємства.
13 серпня росіяни обстріляли місто сімома авіабомбами «КАБ-250» та двома ударними БпЛА. FPV-дрон поцілив у цивільний автомобіль, поранивши людину; пошкоджено приватний будинок, господарську споруду, гараж, підприємство та автомобіль.
14 серпня росіяни скинули на місто сім авіабомб, пошкоджено об'єкти критичної інфраструктури та житлові будинки, поранено людину.
15 серпня — безпілотник «Герань-2» влучив у приватний будинок.
16–17 серпня — Добропілля зазнало масованих обстрілів: пошкоджено шість багатоповерхівок, адмінбудівлю та авто. Частково зруйновано п'ятиповерхівку, з-під завалів врятовано чоловіка.  Внаслідок удару по приватному сектору загинув 44-річний чоловік, ще один цивільний отримав поранення.

## Бої за Добропілля (з серпня 2025)

### Передумови
- 28 червня — Головнокомандувач ЗСУ Олександр Сирський повідомив про новий напрямок — Добропільський[46].
- 8 липня — ISW заявив про зміну тактики російських військ і переорієнтацію наступу на Добропілля[47].

### Серпень 2025
- 11 серпня — ISW та NASA зафіксували ознаки боїв на сході та південному сході від міста; DeepState повідомив про просування окупантів малими групами[48].
- 14 серпня — Генштаб ЗСУ повідомив про стабілізацію ситуації; ISW також заявив, що РФ більше не контролює території на схід і північний схід від Добропілля[49].
- 13–15 серпня — підрозділи 1-го корпусу «Азов» зачистили Грузьке, Рубіжне, Нововодяне, Петрівку, Веселе та Золотий Колодязь. Ліквідовано 271 та поранено 101 окупанта, взято в полон 13 російських військовослужбовців[50].
- 15–17 серпня — ISW повідомив, що українські війська утримують оборону на північний схід від Добропілля, частково стабілізувавши лінію Веселе—Золотий Колодязь—Кучерів Яр[51].